# Utálom az egész XX. századot
Utálom az egész XX. századot (węg. Nienawidzę całego XX wieku) – trzeci album studyjny węgierskiej grupy muzycznej Beatrice, wydany w 1991 roku przez EMI-Quint na LP, MC i CD. W roku 2000 album został wznowiony na CD. W celu promocji albumu do utworów "8 óra munka" i "Pancsoló kislány" zostały nagrane teledyski. Album zajął pierwsze miejsce na liście Top 40 album- és válogatáslemez-lista i utrzymywał się na niej przez 38 tygodni.

## Lista utworów

### Strona A
1. "XX. század" (6:34)
2. "8 óra munka" (3:10)
3. "Civilizáció" (2:15)
4. "Hegyek között" (2:38)
5. "Pancsoló kislány" (2:16)

### Strona B
1. "Hősök tere" (3:18)
2. "Besült a mutatvány" (1:32)
3. "Kitántorgott" (4:02)
4. "Én is egy kicsit – epilógus" (7:30)

## Wykonawcy
- Feró Nagy – wokal
- László Lugosi – gitara
- László Brúger – gitara
- László Zselencz – gitara basowa
- Zoltán Pálmai – perkusja